# Уильямс, Баффи-Линн
Баффи-Линн Уильямс (англ. Buffy-Lynne Williams; род. 27 марта 1977, Торонто), в девичестве Александер (англ. Alexander) — канадская гребчиха, выступавшая за сборную Канады по академической гребле в 1990-х и 2000-х годах. Бронзовая призёрка летних Олимпийских игр в Сиднее, обладательница серебряных и бронзовых медалей чемпионатов мира, победительница и призёрка многих регат национального значения.

## Биография
Баффи-Линн Александер родилась 27 марта 1977 года в городе Сент-Катаринс провинция Онтарио, Канада. Дочь известного канадского хоккеиста Клэра Александра.
Заниматься академической греблей начала в возрасте 17 лет. Состояла в гребной команде во время учёбы в Оксфордском университете, неоднократно принимала участие в различных студенческих регатах.
Дебютировала на международной арене в сезоне 1995 года, когда вошла в состав канадской национальной сборной и выступила на юниорском мировом первенстве в Познани, где заняла четвёртое место в распашных безрульных четвёрках.
В 1997 году побывала на взрослом чемпионате мира в Эгбелете, откуда привезла награду серебряного достоинства, выигранную в восьмёрках.
На мировом первенстве 1998 года в Кёльне получила серебро и бронзу в безрульных четвёрках и рулевых восьмёрках соответственно.
В 1999 году на домашнем чемпионате мира в Сент-Катаринсе вновь стала бронзовой призёркой в восьмёрках.
Благодаря череде удачных выступлений удостоилась права защищать честь страны на летних Олимпийских играх 2000 года в Сиднее. В составе экипажа, куда также вошли гребчихи Эмма Робинсон, Хизер Дэвис, Элисон Корн, Тереза Люк, Хизер Макдермид, Ларисса Бизенталь, Дорота Урбаняк и рулевая Лесли Томпсон, показала третий результат в восьмёрках, финишировав позади экипажей из Румынии и Нидерландов — тем самым завоевала бронзовую олимпийскую награду.
Вскоре по завершении Олимпиады вышла замуж за канадского гребца Барни Уильямса и начиная с этого времени выступала на соревнованиях под фамилией мужа.
В 2003 году добавила в послужной список бронзовую награду, полученную в восьмёрках на чемпионате мира в Милане.
Находясь в числе лидеров гребной команды Канады, благополучно прошла отбор на Олимпийские игры 2004 года в Афинах — вместе с напарницей Дарси Марквардт стартовала в программе безрульных двоек и заняла итоговое четвёртое место.
После афинской Олимпиады Баффи Уильямс осталась в составе канадской национальной сборной на ещё один олимпийский цикл и продолжила принимать участие в крупнейших международных регатах. Так, в 2007 году она выступила на мировом первенстве в Мюнхене, где показала шестой результат в зачёте восьмёрок.
Представляла страну на Олимпийских играх 2008 года в Пекине — на сей раз выступала в восьмёрках, сумела квалифицироваться в главный финал и расположилась в итоговом протоколе на четвёртой строке.